# Ольга-Олександра Бажанська-Озаркевич

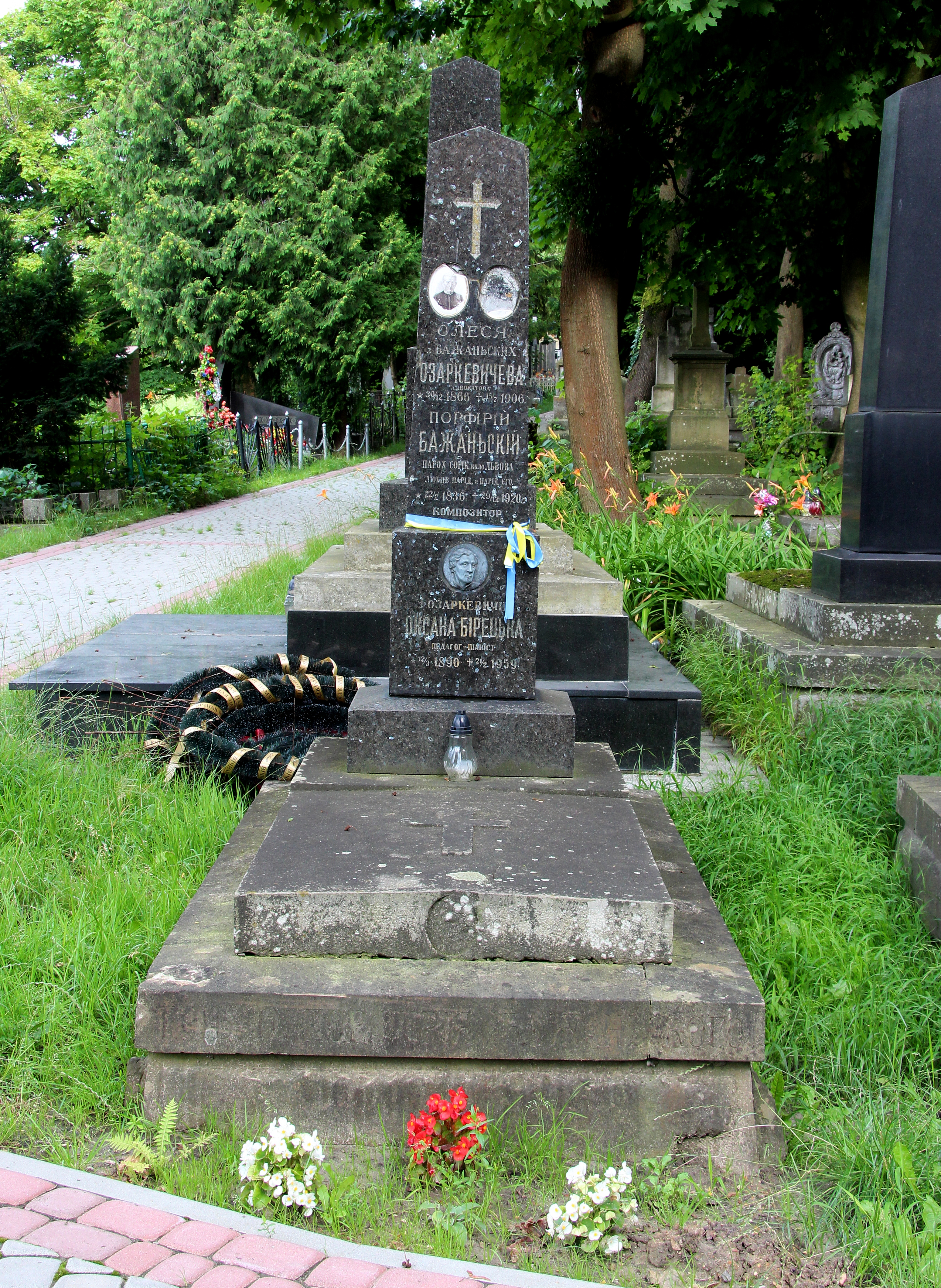
Надгробок на могилі Бажанської-Озаркевич

Світлина створена у фотостудії Подольського. Зберігається в Інституті досліджень бібліотечних мистецьких ресурсів ЛННБ України ім. В. Стефаника

О́льга-Олекса́ндра Порфи́рівна Бажа́нська, у шлюбі Озарке́вич (30 грудня 1866, Львів — 15 липня 1906, Закопане, нині Польща) — українська піаністка, фольклористка, письменниця, громадська діячка та рання феміністка. Літературні псевдоніми — Оксана, Олеся Б. За означенням «Енциклопедії українознавства», Ольга-Олександра Бажанська — перша українська фахова піаністка в Галичині. Брала активну участь у жіночому русі.

## Життєпис
Ольга-Олександра Бажанська народилася 30 грудня 1866 року у Львові у родині священика УГКЦ, композитора, музикознавця, письменника, фольклориста Порфирія Бажанського.
Музики навчалася у батька та І. Гуневича (Львів). У 1885 році закінчила Львівську учительську семінарію. Після цього учителювала в селі Сороки (нині Сороки-Львівські Пустомитівського району Львівської області) та в місті Городок (нині Львівської області). Навчала грі на фортепіано.
1891 року стала однією з організаторок у Львові музично-хорового товариства «Боян».
Померла 15 липня 1906 року в місті Закопане (нині Польща). Похована у Львові на 59 полі Личаківського цвинтаря.

## Концертна діяльність
У 1892—1900 роках Бажанська-Озаркевич виступала як піаністка в концертах товариства «Боян», присвячених Тарасові Шевченку та Маркіяну Шашкевичу.
Акомпанувала на концертах у Львові співакам Соломії Крушельницькій (1892, 1894, «Ой люлі, люлі» та «Ой місяцю, місяченьку» Миколи Лисенка, «У гаю, гаю» Дениса Січинського), Марії Павликів, Іванові Скалишу та іншим.
У репертуарі Бажанської-Озаркевич були фортепіанні твори українських і зарубіжних композиторів, зокрема Миколи Лисенка, Фридерика Шопена, Ференца Ліста, Роберта Шумана.
Композитор Остап Нижанківський присвятив Бажанській-Озаркевич твір «Над озером» (1894).

## Літературна творчість
1887 року в першому феміністичному альманасі України «Перший вінок» опублікувала новелу «Кіндрат» (Новели з народного життя, с. 120—139.) та вірш «Колись було» («Колись була я весела…», с. 159).
1891 року в журналі «Народ» опублікувала повість «5.V 1891», присвячену долі жінки-інтелігентки в тогочасному суспільстві.
Перекладала твори польського письменника Владислава Оркана (оповідання «Підвечірок», «Недовірок», «Ясна Поляна», «Над Бердом»).
У Сороках записала прислів'я, які Іван Франко вмістив у своєму виданні «Галицько-руські приповідки» (1901—1910).
Записані Бажанською-Озаркевич народні пісні увійшли до збірника «Русько-народні галицькі мелодії» (Львів, 1905—1912, частини 1—10), упорядником якого був Порфирій Бажанський.